# Бузара
Бузара — это название соуса или блюда сербской, черногорской или хорватской кухни. Возможно употребление термина «на бузару» или «алла бузара» — то есть с использованием соуса Бузара. Слово происходит от названия кастрюли, которую использовали для приготовления пищи на борту корабля. Поэтому Бузара — это ещё и название кастрюли.
Бузара — это что-то среднее между супом и вторым блюдом. Существует множество рецептов его приготовления, которые объединяют следующие особенности:
- Основу блюда составляют морепродукты. Для приготовления бузары можно использовать как один вид морепродуктов, так и брать несколько видов: мидии, вонголе, креветки, гребешки, речные раки и т. п.
- В соусе обязательно используется вино. Поэтому блюда могут отличаться «на белом бузару» и «на красном бузару».
- В соусе используется мука и/или панировочные сухари, чтобы придать соусу густоту.
- В бульон или воду добавляют овощи и специи в различном сочетании: морковь, сельдерей, лук, чеснок, лавровый лист, черный перец, петрушка, лимон, соль, оливковое масло и т. п.

Блюдо употребляется сразу после приготовления в горячем виде. Можно использовать как соус для спагетти.